# Berylliumchlorid
Berylliumchlorid ist das Berylliumsalz der Salzsäure mit der Summenformel BeCl2. Das Salz dient unter anderem zur Herstellung von metallischem Beryllium durch Schmelzflusselektrolyse.

## Gewinnung und Darstellung
BeCl2 wird technisch aus Berylliumoxid, Kohlenstoff und Chlor bei ca. 800 °C hergestellt:
{\displaystyle \mathrm {BeO+C+Cl_{2}\longrightarrow \ BeCl_{2}+CO\uparrow } }
Geringe Mengen der reinen Verbindung können im Labor über die direkte Synthese aus den Elementen bei 350 °C und anschließender Sublimation des Chlorides dargestellt werden:
{\displaystyle {\ce {Be + Cl2 -> BeCl2}}}

## Physikalische Eigenschaften
Die Be-Cl-Bindung hat stark kovalente Bindungsanteile. Berylliumchlorid bildet daher auch kein Ionengitter wie etwa Magnesium- oder Calciumchlorid, sondern eine kettenförmige polymere Struktur, in der jeder Berylliumkern tetraedrisch von vier Chloratomen umgeben ist. Die Struktur entspricht in ihrem Aufbau der faserigen Form von Siliciumdioxid.
In der Gasphase finden sich monomere und dimere BeCl2-Einheiten, in denen der intrinsische Elektronenmangel am Berylliumatom durch partiellen Doppelbindungscharakter der Be-Cl-Bindung verringert wird. Die Bindungslänge im Monomer beträgt 170 pm.

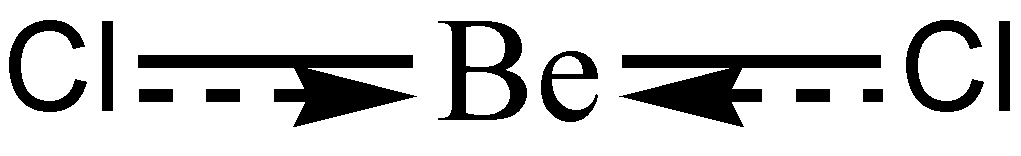
Struktur monomeren Berylliumchlorids

## Chemische Eigenschaften
Berylliumchlorid ist stark hygroskopisch. Es geht in einer stark exothermen Hydrolyse in Lösung, wobei die wässrige Lösung sauer reagiert.
{\displaystyle \mathrm {BeCl_{2}+4\ H_{2}O\ \rightleftharpoons \ [Be(H_{2}O)_{4}]^{2+}+2\ Cl^{-}} }
{\displaystyle \mathrm {[Be(H_{2}O)_{4}]^{2+}+H_{2}O\ \rightleftharpoons \ H_{3}O^{+}+[Be(H_{2}O)_{3}(OH)]^{+}} }
Die Tetraaquaberyllium-Kationen reagieren dabei als Aquasäure und dissoziieren.
Als Lewis-Säure löst sich BeCl2 in Donorlösungsmitteln, wie z. B. Alkoholen oder
Ethern, wobei Addukte gebildet werden. BeCl2 kann dementsprechend als Katalysator in einer Friedel-Crafts-Alkylierung eingesetzt werden.
Berylliumchlorid wird beim Schmelzen mit Natrium unter Luftabschluss zu elementarem Beryllium reduziert.

## Verwendung
Durch Reaktion von wasserfreiem Berylliumchlorid mit wasserfreier Ameisensäure entsteht unter Entwicklung von Chlorwasserstoff Berylliumformiat.
{\displaystyle \mathrm {BeCl_{2}+2\ HCOOH\longrightarrow Be(HCOO)_{2}+2\ HCl\uparrow } }